# Jack Johnson (tungviktsboxare)
Jack Johnson, eg. John Arthur Johnson, född 31 mars 1878 i Galveston, Texas, USA, död 10 juni 1946 i Raleigh, North Carolina, var en amerikansk tungviktsboxare, känd som den förste svarte tungviktsvärldsmästaren, 1908–1915.

## Boxningskarriär

### De tidiga åren
Johnson gjorde sin debut som proffs den 1 november 1897 i hemstaden Galveston när han slog ut Charley Brooks i den andra ronden i en match som gällde mellanviktstiteln i staten Texas. I sin tredje proffsmatch den 8 maj 1899 mötte han "Klondike" (eg. John W. Haynes eller Haines), en amerikansk tungviktare också känd som "The Black Hercules", i Chicago. Klondike, som hade förklarat sig "De svartas tungviktsmästare", vann på en teknisk knockout i den femte ronden av en tänkt sexrondare. De två kämparna möttes igen i ett dubbelmöte år 1900, med den första matchen resulterande i oavgjort då de båda var på benen i slutet av 20:e ronden. Johnson vann det andra kampen på TKO när "Klondike" vägrade att komma ut till den 14:e ronden. Johnson gjorde dock inte anspråk på den besegrades "titel".

### Lärotid i fängelse
I februari 1901 mötte Johnson en viss Joe Choynski i Galveston. Choynski, en populär och erfaren tungviktare, slog ut Johnson i den tredje ronden. Eftersom proffsboxning vid tidpunkten var olagligt i staten greps de båda av polisen och sattes i arrest. Borgen sattes till 5000 dollar som ingen av dem hade råd med. Sheriffen tillät dock de båda att gå hem över natten så länge de återvände på morgonen för att sedan (sparra) mot varandra i cellen(!). Stora folkmassor samlades för att titta på matchandet. Efter 23 dagar i fängelse var deras borgen reducerad till en rimlig nivå och en åtalsjury vägrade därefter att åtala någon av dem.
Johnson intygade senare i livet att hans framgång i boxning kom från den coachning han fått från Choynski under deras sparringsessioner i fängelset. Den åldrande Choynski såg i Johnson en naturlig talang och beslutsamhet som bara behövde finputsas och under kort tid lärde han sedan ut nyanserna i konsten att försvara sig själv: "En man som kan röra sig som du bör aldrig behöva ta emot ett slag".

### Bäst bland de sina
År 1903 visade Johnsons officiella matchlista nio segrar, tre förluster, fem oavgjorda och två "no-contest". Dock hade han vid den här tiden vunnit minst 50 matcher mot både vita och svarta motståndare. Johnson vann sin första titel 3 februari 1903 där han besegrade Denver Ed Martin på poäng i en 20-rondersmatch gällande titeln som "De färgades tungviktsmästare". Johnson höll titeln tills den naturligt fråntogs honom då han 5 år senare gick upp i en match om den "riktiga" tungviktskronan. Hans regeringstid på 2151 dagar var den tredje längsta i titelns 60-åriga historia.
Johnson försvarade titeln 17 gånger, vilket var näst flest genom historien. Bland annat besegrades för detta färgade-mästaren Denver Ed Martin och Frank Childs igen; liksom framtida mästaren Sam McVey tre gånger. Sam Langford, en annan högt rankad svart boxare (nr 2 efter Joe Louis på ansedda The Ring Magazines lista över de 100 bästa "Punchers" genom alla tider), besegrades på poäng i en 15-rondare och gavs sedan aldrig en ny chans på titeln, inte heller när Johnson tagit det riktiga mästarbältet. 
Joe Jeanette, den boxare Johnson mötte flest gånger i sin karriär (totalt sju gånger), allt under sin regeringstid som "Färgad mästare", besegrades fyra gånger. Två av matcherna slutade oavgjort medan den andra dem emellan, i november 1905, hade slutat med att Johnson diskats i den andra ronden av en planerad sex-rondersmatch. Johnson fortsatte dock att göra anspråk på titeln på grund av jäv.
Den 27 november 1945 gick Johnson till sist tillbaka in i ringen med Joe Jeanette. Den 67-årige Johnson och 66-årige Jeanette möttes i en uppvisningsmatch som hölls i New York.

### Johnsons väg mot toppen hindrad
Johnsons ansträngningar att vinna den riktiga tungviktstiteln förhindrades då dåvarande mästaren James J. Jeffries vägrade att möta honom. Färgade och vita boxare kunde mötas i andra tävlingar, men ett möte dessa "raser" emellan ansågs tabu. Johnson fick nöja sig med ett möte med ex-mästaren Bob Fitzsimmons i juli 1907, vilken han enkelt KO-besegrade i rond 2. Vissa uppgifter gör gällande att Johnson tidigare KO-besegrat Jim Jeffries bror Jack och sedan hånat mästaren med detta för att tvinga fram en match - dock utan framgång.
Efter att Jeffries avsagt sig titeln fortsatte Johnson sina försök att få en titelmatch. Han följde efter den nye mästaren Tommy Burns när denne tog sin titel på turné världen över. Johnson gavs snart ett visst utrymme i tidningarna där han öppet hånade Burns för att han undvek en match mot den färgade mästaren.

### En katt bland hermelinerna till sist världsmästare
Till sist hann dock både Johnson och tiden ikapp den vite mästaren och kontrakt för en match om mästartiteln skrevs under. Matchen gick av stapeln i Sydney, Australien 26 december 1908 efter nära två års "stalkning" från Johnsons sida. Kampen, med en leende Johnson i total dominans redan från rond 1 inför över 20.000 åskådare, varade knappt 14 ronder innan den stoppades av polisen då Burns ansågs bli alltför förnedrad. Alla filmkameror slogs också av innan Johnson hann utdela ett "dödande slag". Den svarte mannens seger över den vite ansågs inte vara något man vill visa upp för allmänheten. Titeln tilldelades Johnson på domarens beslut genom knockout.

### Misslyckade avsättningsförsök
Efter Johnsons seger över Burns växte rasfientligheten bland de vita inom boxningen. Detta var en tid då rasismen var utbredd i USA och Johnsons föräldrar hade dessutom varit slavar. Följaktligen var han en föga populär mästare och nästan alla ville se honom detroniserad. Johnson vann dock alla sina matcher och han var överlägsen allt motstånd med sin ganska defensiva boxning. Han var oerhört skicklig på att försvara sig, vänta ut misstag från motståndaren och snabbt utnyttja dem. Denna taktik fick mycket besk kritik från det "vita USA". Att en likartad taktik tillämpad av Jim Corbett på 1890-talet hyllats, låtsades man inte om. Hatet mot Johnson tog till sist så stora proportioner att man öppet sökte efter vad som man kallade det "Stora Vita Hoppet" för att ta titeln ifrån Johnson och bland annat författaren Jack London skrev att någon "måste torka bort det där leendet från Johnson" och menande att den gamle mästaren Jeffries borde göra comeback. Som titelinnehavare blev Johnson sålunda tvungen att möta en rad av boxare, som av sina managers var och en marknadsfördes som "det vita hoppet". År 1909 slog han i tur och ordning Frank Moran, Tony Ross, Al Kaufman och mellanviktsmästaren Stanley Ketchel.
Matchen mot Ketchel tros ursprungligen ha varit en uppvisningsmatch och utkämpades av de båda männen också på det sättet. Detta ända till den 12:e ronden då Ketchel slog en överraskande höger mot Johnsons huvud som fick honom i golvet. Johnson kom dock snabbt på fötter och, mycket irriterad, kastade han sig efter Ketchell och med ett enda slag, en uppercut, på Ketchels käke slog han honom knockout. En av de mest bestående myterna från Johnsons karriär är att vid detta tillfälle (som också filmades) flera av Ketchels tänder fastnat i Johnsons handske, och att mästaren precis efter slaget slog bort dessa med sin vänsterhandske. Undersökningar efteråt visar att myten förmodligen just bara är en myt då ett par tänder knappast kunnat fastna i de dåtida boxningshandskarna.

### Det stora vita hoppet dammas av

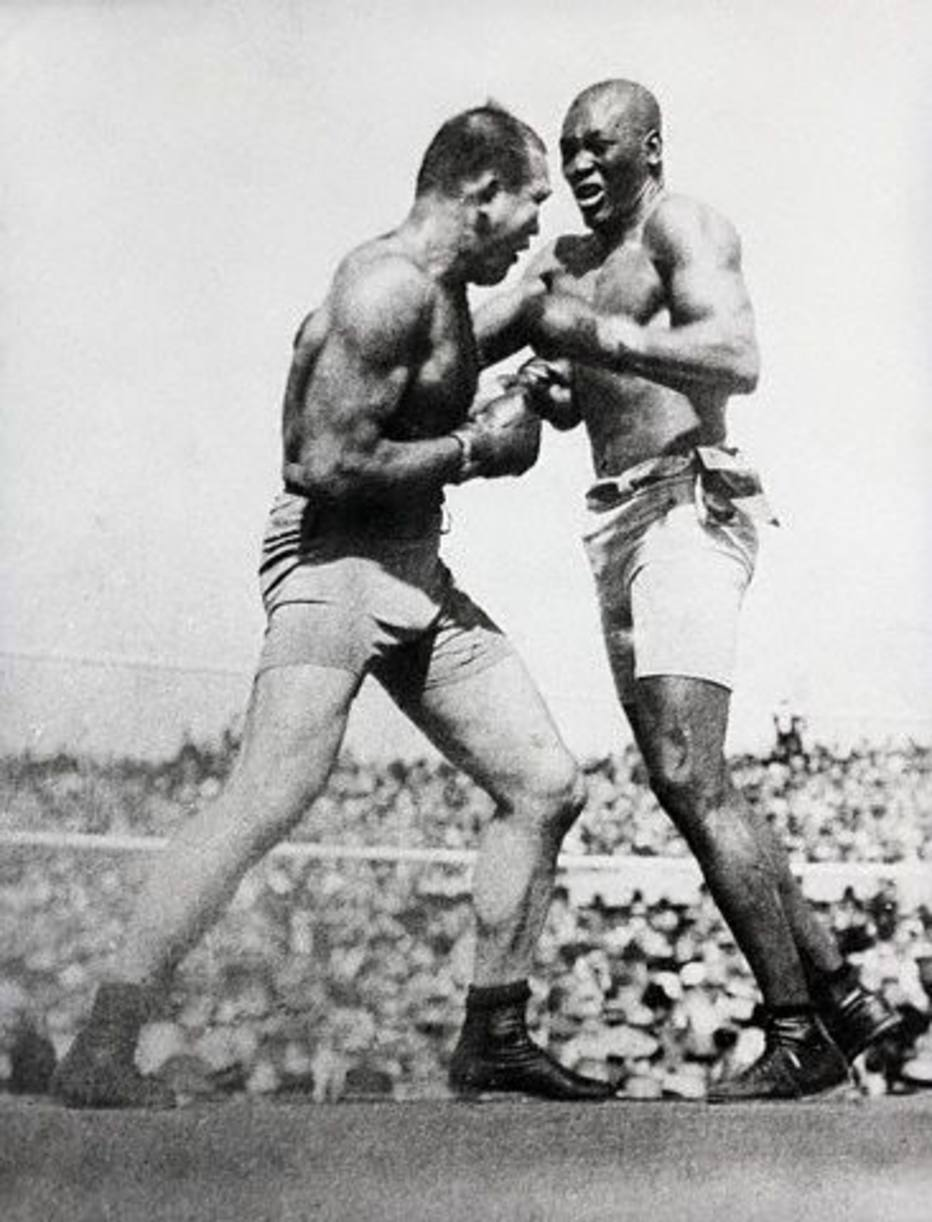
Johnson mot Jeffries i Reno

I ett nästan desperat försök att avsätta honom övertygade man till sist ex-mästaren James J Jeffries att göra comeback. Jeffries anhängare förklarade att "Det stora vita hoppet" kunde "besegra niggern med ena handen bakbunden" och Jeffries själv hade för avsikt att visa att en vit boxare självfallet var överlägsen en svart. Rasmotsättningar låg och bubblade i förspelet till matchen och för att förhindra skador på någon boxare var vapen förbjudna inom arenan, liksom försäljning av alkohol eller ens någon under påverkan av alkohol. Äntligen hade man hittat en motståndare som en gång för alla skulle sätta "niggern på plats".
Stora summor satsades på matchen, utmålad som "Århundradets Match", som hade 10-7 i odds till förmån för den gamle mästaren Jeffries. Den länge emotsedda kampen ägde till sist rum den 4 juli (USA:s nationaldag) 1910 inför över 30 000 personer på en arena byggd bara för tillfället i centrala Reno, Nevada. Promotor av matchen och även domare i densamma var den i boxningskretsar legendariske Tex Richard. Jeffries visade sig dock ganska snart till publikens besvikelse vara oförmögen att ens vara i närheten av att rubba den svarte mästaren som dominerade matchen från start. I rond 15, efter att Jeffries för första gången i sin karriär blivit nedslagen, dessutom två gånger, kastade dennes tränare in handduken för att avsluta kampen och bespara Jeffries en förödmjukande knockout. Johnson sade senare att han visste att kampen var över redan i den 4:e ronden när han slog en uppercut och såg in i Jeffries ansikte: "Jag visste vad den synen betydde. Den gamla skeppet höll på att sjunka."
På "Århundradets match", som av boxningsexperter anses vara en av de viktigaste någonsin, inte minst på grund av de starka rasistiska undertonerna, tjänade Johnson 65 000 dollar. Han tystade nu kritikerna som hade förringat Johnsons tidigare seger över Tommy Burns med att Burns var en falsk mästare sedan Jeffries obesegrad hade avsagt sig titeln. Den gamle mästaren John L. Sullivan kommenterade efter matchen att det aldrig funnits en titelmatch som varit så ensidig och att Johnson "hela tiden boxades ärligt". Efter matchen utbröt oroligheter i hela USA mellan svarta och vita med flera dödsfall som följd. I flera stater förbjöds visningar av filmen om matchen i efterdyningar till oroligheterna.
Johnson fortsatte att regera på tungviktstronen under ytterligare 5 år, hela tiden undvikande ett möte med en annan svart boxare. Synen Johnson hade var att han tjänade mer pengar på att möta vita boxare, vilket förmodligen var sant. Detta upprörde många afro-amerikaner då de menade att Johnson vänt sina fränder ryggen när han väl kommit upp sig i livet. Ett undantag från sin linje gjorde han dock då han i december 1913 i Paris mötte den färgade "Battling Jim" Johnson i ringen. Matchen slutade med oavgjort sedan mästaren boxats med en spricka i vänster arm.

### Till sist detroniserad
Johnson förlorade slutligen titeln 1915 till den före detta cowboyen Jess Willard. Matchen, som gick av stapeln i brännande hetta i Havanna på Kuba, är omgiven av mystik och ihärdiga rykten gör gällande att den var uppgjord, något Johnson dock förnekade hela sitt liv. När Willard knockade honom i rond 26 (matchen kunde maximalt gå 45 ronder) ledde Johnson överlägset på poäng. 

### Slutet
Jack Johnson fortsatte boxas fram tills 1931, 53 år gammal. På 114 matcher totalt förlorade han bara 13 gånger, de flesta av dessa under de sista åren. 
Jack Johnson omkom i en bilolycka 1946, 68 år gammal.

## Eftermälet
Jack Johnson är en av de mest legendariska tungviktsmästarna genom tiderna, invald i boxningens Hall of Fame 1954. "Boxningsbibeln" The Ring Magazines legendariske grundare Nat Fleischer som sett alla legendariska tungviktsmästare, inklusive Muhammad Ali, hävdade fram tills sin död 1972 att Johnson var alla tiders bäste tungviktsboxare.